# 薩帕塔鵐
薩帕塔鵐（學名：Torreornis inexpectata）是雀鵐科下一種鳥類，牠們是中等大小的，羽毛顏色呈灰黃色，冠羽為較暗的灰紅色，上體混橄欖綠和灰色，是古巴的特有種，棲息在薩帕塔沼澤的草原及附近地區，體長約 16.5公分（6.5英寸），已知有三個亞種。
牠們已知的威脅有旱季發生的野火、濕地乾旱、農業對棲息地的破壞和旅遊業的不當開發。

## 外部連結
- BirdLife Species Factsheet （页面存档备份，存于）